# リンカーン・カースティン
リンカーン・カースティン（Lincoln Kirstein、1907年5月4日 - 1996年1月5日）は、アメリカ合衆国のダンス興業者（インプレサリオ）および作家である。ニューヨーク・シティ・バレエ団などを設立し、その監督をつとめた。

## 生涯と業績
カースティンはニューヨーク州ロチェスターで生まれた。裕福な家の生まれで、収入を得るために働く必要がなく、一生を芸術のために費した。
ハーバード大学で1930年に学士(Bachelor of Science)の学位を得た。学生時代に文芸雑誌『Hound and Horn』(1927-1934)を創刊し、その編集をつとめた。
1932年から翌年にかけて、ヴァーツラフ・ニジンスキーの伝記をその妻ロモラが書くのを助けた。実際にはカースティンがゴーストライターとして執筆した。
1933年、ジョージ・バランシンはバレエ1933 (Les Ballets 1933) という失敗におわった前衛的なバレエ団体を創立したが、カースティンはこの団体の公演に深く印象づけられた。バランシンに対して、私財の一部を投じてバレエ団と学校を作ることをカースティンは約束し、アメリカに招いた。バランシンは1933年10月17日にアメリカ合衆国に到着した。1983年にバランシンが没するまで50年間にわたって協力を続けた。
1934年、ハーバード時代のクラスメートだったエドワード・ウォーバーグ (Edward Warburg) と共同でアメリカン・バレエ学校を設立し、1989年までその総裁をつとめた。同年またアメリカン・バレエ団を設立した。翌1935年、アメリカン・バレエ団はメトロポリタン歌劇場の専任バレエ団になった。バランシンは芸術監督をつとめたが、歌劇場はバランシンの振り付けを好まず、いや気のさしたバランシンが3年後の1938年に去り、アメリカン・バレエ団は一時的に解散した。
1936年にカースティンはまたバレエ・キャラバンを設立し、1941年までその監督をつとめた。バレエ・キャラバンは小さなツアーをする団体で、4年間にわたって活動した。曲は既存の古典曲が多かったが、エリオット・カーター、ポール・ボウルズ、ヴァージル・トムソン、アーロン・コープランドらにも作曲を依頼した。カースティンはみずから脚本を書いた。中でも『ビリー・ザ・キッド』（コープランド作曲）は本物の名作だった。『ガソリン・スタンド』（トムソン作曲）もヒットし、1953年にニューヨーク・シティ・バレエ団によって再演された。
1940年にはニューヨーク近代美術館のダンス・アーカイヴズを設立し、その機関誌である『ダンス・インデックス』(1942-1948)を創刊、その編集者をつとめた。
第二次世界大戦中の1941年、一時的にバレエ・キャラバンとアメリカン・バレエ団の残存メンバーは合併し、国務省の支援によって6か月間のラテンアメリカ・ツアーを行ったが、その後は解散した。このときにバランシンは『コンチェルト・バロッコ』（バッハの2つのヴァイオリンのための協奏曲にもとづく）と『バレエ・インペリアル』（チャイコフスキーのピアノ協奏曲第2番にもとづく）を振り付けた。
カースティンは第二次世界大戦に従軍したが、1945年秋に退役し、バランシンと協力してバレエ学校の生徒による「バレエにおける冒険」を上演した。
1946年にバランシンとともにバレエ・ソサエティを設立し、その事務局長をつとめた。バレエ・ソサエティは会員制の組織だったが、経営はうまくいかなかった。1948年の『オルフェウス』（イーゴリ・ストラヴィンスキー作曲）の成功を機会に、ニューヨーク・シティ・センターのモートン・バウムの招きによって、通常のバレエ団体であるニューヨーク・シティ・バレエ団に組織がえした。カースティンは1989年までニューヨーク・シティ・バレエ団の総監督だった。
1960年に日本の歌舞伎などの劇場芸術のアメリカ・ツアーのスポンサーをつとめた。
1996年にニューヨークで没した。

## 著書
カースティンには多数の著書がある。
- Dance. 1935.
- Blast at Ballet: a corrective for the American audience. 1938.
- The Classic Ballet. 1952. (Muriel Stuart と共著)
  - 日本語訳：リンカーン・カーステイン、ミュリエル・スチュワート、カーラス・ダイヤー 著、松本亮・森乾 訳『クラッシック・バレエ : 基礎用語と技法』音楽之友社、1967年。
- Movement and Metaphor. 1970.
- The New York City Ballet. 1972.
- Nijinsky Dancing. 1975.
- Thirty Years: Lincoln Kirstein's the New York City Ballet. 1978.

## 栄誉
1981年にベンジャミン・フランクリン・メダル、1987年にヘンデル・メダルを受賞した。